# Silvares (Tondela)
Silvares ist eine Ortschaft und eine ehemalige Gemeinde (Freguesia) im portugiesischen Kreis Tondela. Die Gemeinde hatte 136 Einwohner (Stand 30. Juni 2011).
Am 29. September 2013 wurden die Gemeinden Silvares und Caparrosa zur neuen Gemeinde União das Freguesias de Caparrosa e Silvares zusammengeschlossen.